# Elisabeth Krieg
Elisabeth Krieg (zeitweise: Krieg-Ruprecht, nun: Krieg-Müller; * 14. März 1961) ist eine Schweizer Langstreckenläuferin.

## Sportlicher Werdegang
Insgesamt wurde sie siebenmal Schweizer Meisterin im Marathonlauf: 1992 und 1998 als Siegerin des Tessin-Marathons, 1993 in Worben, 2000 als Gesamtdritte und 2001 als Gesamtvierte des Lausanne-Marathons sowie 2003 und 2004 als Siegerin des Winterthur-Marathons.

Ausserdem wurde sie 1996 Schweizer Meisterin im Halbmarathon.
Mit ihrer persönlichen Bestzeit von 2:33:01 h, erzielt als Zweite des Hannover-Marathons 1994, stellte sie einen Schweizer Rekord auf. Im selben Jahr kam sie bei den Leichtathletik-Europameisterschaften in Helsinki in 2:38:27 h auf den 17. Platz.
Die Athletin startet für den TV Länggasse.

## Persönliche Bestzeiten
- 10'000 m: 34:43,68 min, 2. Juni 1993, Saint-Maur
- 10-km-Strassenlauf: 34:24 min, 29. August 1999, Thun
- Halbmarathon: 1:14:13 h, 13. April 1996, Brittnau
- Marathon: 2:33:01 h, 31. Mai 1994, Hannover